# 全日本自治団体労働組合都市公共交通評議会
全日本自治団体労働組合都市公共交通評議会（ぜんにほんじちだんたいろうどうくみあいとしこうきょうこうつうひょうぎかい、略称：自治労都市交評（じちろうとしこうひょう））とは、全日本自治団体労働組合（自治労）内の評議会組織である。
かつては、日本都市交通労働組合（にほんとしこうつうろうどうくみあい、略称：都市交（としこう））と言う産別組織であった。
1947年（昭和22年）1月に結成され、2013年（平成25年）6月に全日本自治団体労働組合（自治労）と統合、都市交は産別としては解散し、自治労の評議会として活動を継続することとなった。

## 概要
- 本部：東京都千代田区六番町1 自治労会館[1]
- 加盟組合数：23組合
- 上部団体：全日本自治団体労働組合（自治労）
- 加盟団体：全日本交通運輸産業労働組合協議会（交運労協）

自治労に加盟する労働組合の内、地方自治体が運営する公営交通事業の労働者で組織した労働組合で構成する。前身は日本都市交通労働組合（都市交）として、全国の公営交通事業者の労働組合を単位に構成する産別組織であった。

## 歴史
元々、公営交通の労働組合の全国組織は、労働組合が非公認だった第二次世界大戦前の1929年（昭和4年）に結成され、同年の東京市電・市バスストライキ決行や1930年代のサボタージュ闘争を主導した東京交通労働組合（東交）の主導の下に1946年（昭和21年）に結成された日本交通運輸労働組合同盟の組織下にいた。しかし組織は短期間で瓦解し、公営交通の組合は1947年1月26日、日本都市交通労働組合連合会（都市交通、都市交）を組織し、独立した。結成当時の勢力は9組合、約3万2,000人。日本労働組合総同盟（総同盟）に加盟していた。
都市交は1950年に日本労働組合総評議会（総評）の結成とともにそこに加盟し、その初代事務局長に自らの組織から島上善五郎を送り込んだ。以後、都市交は戦前からの伝統を持つ総評内の名門組織として活動し、影響力を持った。1960年代には最高で40組合、7万人を超える組合員が加入していたという。その後モータリゼーションの進展で公営交通の衰退、特に路面電車や市バスから撤退する自治体が増え、それを巡り激しい運動を繰り広げた。また当時、一般公務員と比べて少なかった給与の賃上げ運動も行う。1977年には組織を連合体から単一体とし、現在の名前である日本都市交通労働組合とした。
1960年代から続く公営交通の衰退に歯止めがかからない事もあり、事業廃止（民間移行も含む）により都市交から脱退する労組が相次ぐ中、2001年には地方自治体の組合である全日本自治団体労働組合（自治労）、全日本水道労働組合（全水道）との組織統合の話が持ち上がった。三単産は2006年4月14日に地公三単産組織統合準備会を発足させ、完全な統合を目指しているが、それまでの過渡的な連合体として、2007年秋に地域公共サービス労働組合連合会を発足させることとした。
組織統合に向けた協議は合意に至らず、2009年4月、全日本自治団体労働組合（自治労）、全日本水道労働組合（全水道）との統合は取り止めとなり、同年9月に地域公共サービス労働組合連合会も解散することとなった。しかし、都市交と自治労はその後も協議を続けた結果、統合の合意に至り、2013年にそれぞれの大会で組織統合を決定し、同年3月に組織統合協定を締結した。
2009年の第45回衆議院議員総選挙では民主党公認候補の熊田篤嗣を当選させ、「久々の準組織内議員」が誕生した。
2013年5月24日に第80回定期大会（解散大会）を開き、5月31日をもって解散した。6月1日に旧加盟単組は各自治労県本部に個別加盟し、新たに都市交を後継組織として自治労中央に「都市公共交通評議会」が設置された。

## 加盟組合
多くの組合が「（地域名）交通（局）労働組合」という名称で、通称は「○交」または「○○交通」としている。（例：東京交通労働組合／東交、北九州市交通局労働組合／北九交通）都市交に加盟していた組合は都市交解散後、全て自治労へ合流。
なお、公営交通事業の労働組合でも東京地下鉄労働組合は、かつての帝都高速度交通営団労働組合の時代から一貫して私鉄総連に加盟している。
組合の名称が無いものは名称不明。
- 札幌市交通労働組合（札幌市交通局）
- 函館市交通労働組合（函館市企業局交通部）
- 青森交通労働組合（青森市交通部）
- 仙台市交通労働組合（仙台市交通局）
- 八戸交通労働組合（八戸市交通部）
- 東京交通労働組合（東京都交通局）
- 横浜交通労働組合（横浜市交通局）
- 川崎交通労働組合（川崎市交通局）
- 名古屋交通労働組合（名古屋市交通局）
- 京都交通労働組合（京都市交通局）
- 大阪交通労働組合（大阪市高速電気軌道）[注釈 2]
- 神戸交通労働組合（神戸市交通局）
- 伊丹交通労働組合（伊丹市交通局）
- 高槻市交通労働組合（高槻市交通部）
- 徳島市交通労働組合（徳島市交通局）
- 松江市職員ユニオン交通支部（松江市交通局）
- 宇部交通労働組合（宇部市交通局）
- 北九州市交通局労働組合（北九州市交通局）
- 福岡交通労働組合（福岡市交通局）
- 佐賀交通労働組合（佐賀市交通局）
- 長崎交通労働組合（長崎県交通局）
- 佐世保市交通労働組合（佐世保市交通局）
- 熊本交通労働組合（熊本市交通局）
- 鹿児島市交通労働組合（鹿児島市交通局）

### かつて加入していた組合
- 秋田市交通労働組合（秋田市交通局）
- （浜松市交通部）
- （岐阜市交通事業部）
- 姫路交通労働組合（姫路市交通局）
- 尼崎交通労働組合（尼崎市交通局）
- 明石市交通労働組合（明石市交通部）
- 小松島交通労働組合（小松島市運輸部）
- 鳴門市交通労働組合（鳴門市企業局運輸事業課）
- （尾道市交通局）
- 呉公営交通労働組合（呉市交通局）
- 三原交通労働組合（三原市交通局）
- 岩国交通労働組合（岩国市交通局）
- 荒尾市交通労働組合（荒尾市交通局）